# Remigijus Vilkaitis

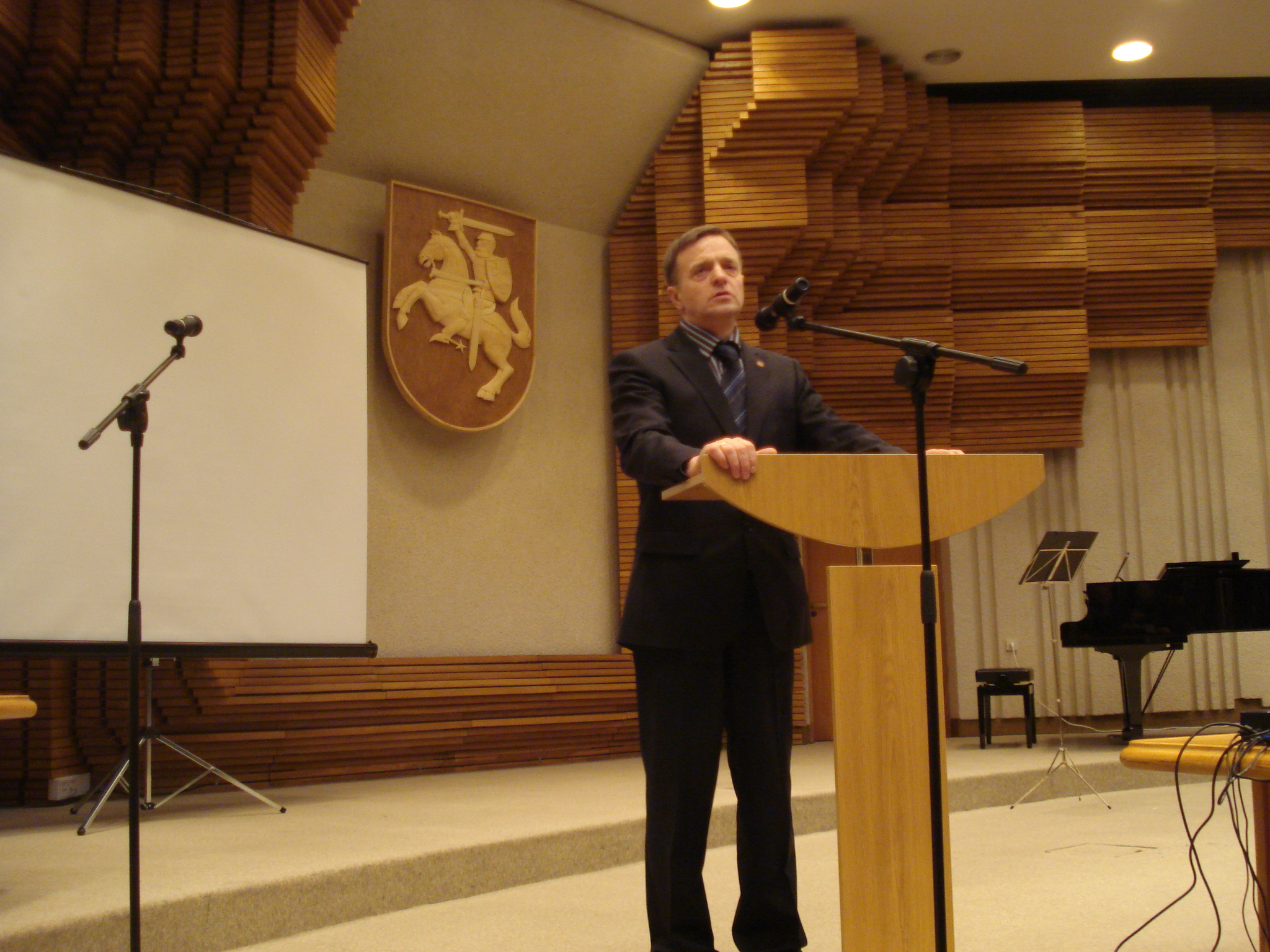
Remigijus Vilkaitis (2009)

Remigijus Vilkaitis (* 24. Mai 1950 im Rayon Vilkaviškis, Litauische SSR) ist ein litauischer Schauspieler, ehemaliger Politiker, Mitglied der Regierung Litauens und litauischer Kulturminister.

## Leben
Nach dem Abitur an der Kristijonas-Donelaitis-Mittelschule Kybartai 1967 leistete Remigijus Vilkaitis von 1967 bis 1971 Wehrdienst in der sowjetischen Armee. Von 1971 bis 1975 studierte er am Litauischen staatlichen Konservatorium und arbeitete danach bis 2000 im Jaunimas-Theater.
Er wirkte in den Filmen „Ties riba“ (1972), „Pasigailėk mūsų“ (1978), „Nebūsiu gangsteriu, brangioji“ (1978), „Mėnulio Lietuva“ (1997) und „Mano tėvas“ (2006) mit, außerdem in dem Fernsehfilm „Broliai“, (2008).
Vom 9. Dezember 2008 bis zum 2. Juli 2010 war er für die Partei „Tautos prisikėlimo partija“ litauischer Kulturminister. Sein Nachfolger wurde Arūnas Gelūnas.